# 內斯泰爾內
50°24′57″N 37°23′6″E / 50.41583°N 37.38500°E
內斯泰爾內（羅馬化：Nesterne）是位於烏克蘭東部的村莊，由哈爾科夫州丘胡伊夫区的沃夫昌斯克市鎮負責管轄。該村始建於1699年，面積0.61平方公里，海拔高度188米，2001年人口188，人口密度每平方公里308.2人。